# Zagnanado
Zagnanado es una comuna beninesa perteneciente al departamento de Zou.
En 2013 tenía 55 061 habitantes, de los cuales 9020 vivían en el arrondissement de Zagnanado.
Se ubica sobre la carretera RNIE4, unos 30 km al este de Abomey.

## Subdivisiones
Comprende los siguientes arrondissements:
- Agonli-Houégbo
- Banamè
- Don-Tan
- Dovi
- Kpédékpo
- Zagnanado